# Charles de Sévigné
Charles de Sévigné (1648-1713) est un aristocrate et militaire français. Il est le fils de l'épistolière Madame de Sévigné.

## Biographie
Charles est né au château familial Château des Rochers-Sévigné (commune de Vitré) le 12 mars 1648. Il est le fils de Henri, marquis de Sévigné et sa jeune épouse, Marie de Rabutin-Chantal. Sa soeur aînée, Françoise de Sévigné (la future Madame de Grignan), est née deux ans plus tôt à Paris.
En 1651, son père est tué en duel pour les beaux yeux de sa maîtresse, Madame de Gondran. Il n'avait que 28 ans. Veuve à 25 ans, la marquise ramène ses enfants à Paris où ils sont élevés auprès de leur oncle, l'abbé de Coulanges, dans le quartier du Marais. L'éducation de Charles n'est pas connue. Ses lettres montrent qu'il est érudit, sa mère lui ayant sans doute procuré les meilleurs précepteurs possibles. Aucune mention de Charles n'existe dans la correspondance de Madame de Sévigné avant que le jeune homme ait une vingtaine d'années. Dans les lettres que sa mère adresse, notamment à sa fille Françoise, Charles est décrit comme intellectuel, dépensier et hédoniste. Il est aussi considéré, comme sa mère, comme étant d'un abord agréable et chaleureux. Il semble ne jamais avoir éprouvé de jalousie à l'égard de sa sœur, préférée par leur mère.
En 1669, Charles, âgé de 21 ans, s'engage dans une expédition en Crète contre les Ottomans. L'année suivante, sa mère lui obtient la charge de « guidon » dans la compagnie des Gendarmes dauphins, au sein de laquelle il sert pendant plusieurs années. Il combat loyalement, mais sans enthousiasme.
Charles est toujours malheureux en amour. Il succède à son père - et à d'autres - dans les bras de la célèbre courtisane Ninon de Lenclos (qui a plus du double de son âge) et il est le rival de Racine auprès de la Champmeslé. Avec candeur, il explique en détail ces déconvenues dans ses lettres à sa mère. Il épouse cependant, à 36 ans, en février 1684, Jeanne Marguerite de Mauron (1659-1737), fille d'un conseiller au parlement de Bretagne. Dans les dispositions financières consécutives à ce mariage, la marquise douairière de Sévigné partage presque toute sa fortune entre ses deux enfants, ne s'en réservant qu'une partie de l'usufruit.
En 1703, Charles renonce à sa charge de lieutenant du roi en Bretagne. Il réside avec son épouse dans le faubourg Saint-Jacques à Paris. Il passe les dernières années de sa vie à Paris, dans une cellule du séminaire Saint-Magloire. Il meurt le 26 mars 1713 à l'âge de 65 ans. Sans enfant, Charles lègue tous ses biens à sa nièce Pauline de Simiane.

## Pour en savoir plus